# Kchung Siang-si
Kchung Siang-si (znaky: 孔祥熙; pinyin: Kǒng Xiángxī; 11. září 1881 – 16. srpna 1967), známý také pod jménem Dr. H.H. Kung, byl čínský bankéř, finančník a politik v 1. polovině 20. století, v té době nejbohatším člověkem Číny. Oženil se se Sung Aj-ling (znaky: 宋蔼龄; pinyin: Sòng Àilíng), nejstarší ze tří sester Sungových. Další dvě sestry se provdaly za Dr. Sunjatsena a generalissima Čankajška.
Kchung Siang-si společně se svým švagrem Sung C‘-wenem (znaky: 宋子文; pinyin: Sòng Zǐwén) v 30. a 40. letech minulého století výrazně ovlivnili hospodářskou politiku Kuomintangu (znaky: 国民党; pinyin: Guómíndǎng; zkratka: KMT).

## Dětství, mládí a raná kariéra

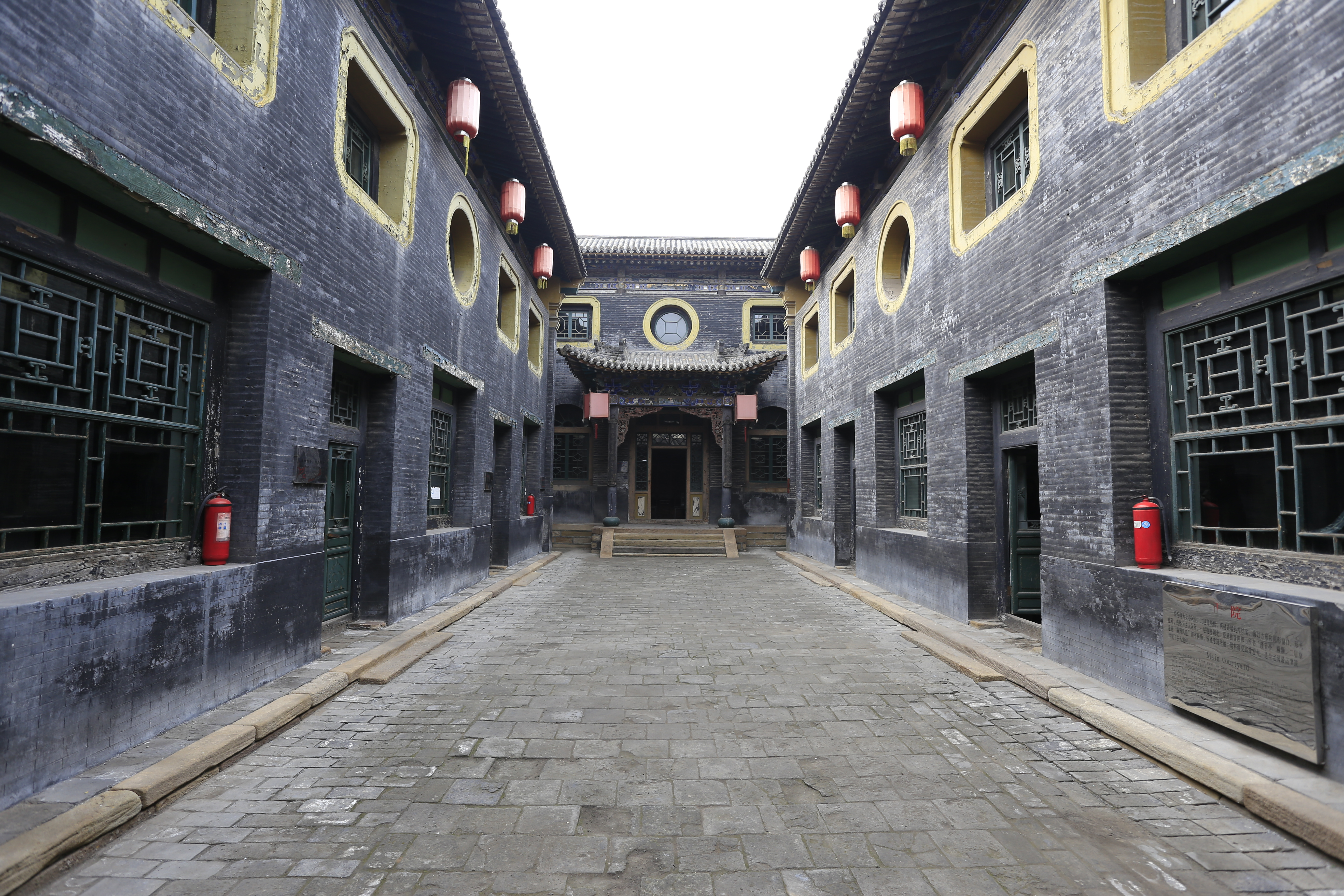
Sídlo rodiny Kchungových v okrese Tchaj-ku, provincie Šan-si

Kchung Siang-si se narodil v provincií Šan-si, okrese Tchaj-ku, za vládnoucí mandžuské dynastie Čching. Jeho rodina patřila mezi bohaté obchodníky a bankéře. V dětství chodil na misijní školu ve svém rodném bydlišti, později začal studovat na univerzitě Tung-čou Sie-che (znaky: 通州协和大学; pinyin: Tōngzhōu Xiéhé Dàxué), jež následně tvořila jednu z křesťanských vysokých škol založených mezi lety 1915–1920. Zde studoval matematiku, fyziku a chemii – v té době obory, které nebyly součástí běžné tradiční výuky. Za Boxerského povstání, kdy probíhalo masakrování nespočetně mnoha misionářů, se Kchung Siang-si z bezpečnostních důvodů navrátil domů. V této době jeho rodina úspěšně ukrývala ve svém domě několik křesťanských misionářů, kterým by jinak hrozila smrt. Po konci Boxerského povstání se Kchung nadále angažoval v pomoci křesťanským misionářům.
V roce 1901 dostal příležitost studia ve Spojených státech na univerzitě Oberlin ve státě Ohio, kde v roce 1906 úspěšně dostudoval bakalářský obor mineralogie. Magisterský titul poté získal na univerzitě v Yalu v oboru ekonomie.
Po dokončení studia ve Spojených státech se Kchung vrátil zpátky do rodné země. V průběhu Sinchajské revoluce v roce 1911 se Kchung Siang-si angažoval především v provincií Šan-si, kde napomohl Jen Si-šanovi (znaky: 阎锡山; pinyin: Yán Xíshān) svrhnout vládu Čching. Krátce po roce 1911 dostal Jen Si-šan titul generála, vládl provincií Šan-si až do roku 1949. Kchung Siang-si se stal jedním z Jenových nejdůvěryhodnějších poradců a měl velký vliv na následné reformy a modernizace provincie Šan-si. I jeho zásluhou se Šan-si později v Období militaristů stala vzorem pro ostatní provincie.
Díky podpoře misionářů v provincií Šan-si se Kchungovi podařilo založit komplex křesťanských škol Ming Sien. Jako ředitel se seznámil se svojí první manželkou, Chan Jü-mej, která však brzy na to, v roce 1913, zemřela na tuberkulózu. Téhož roku se setkal se svojí druhou manželkou, Sung Aj-ling.

## Za vlády Kuomintangu

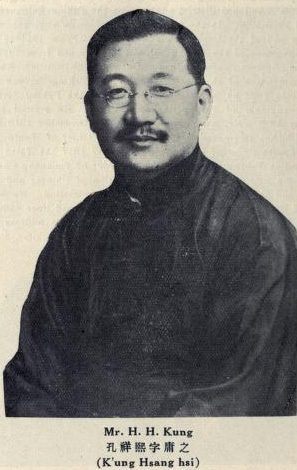
Dr. H.H. Kung

Kchung Siang-si byl velkým podporovatelem Dr. Sunjatsena a Kuomintangu. I díky jeho manželství se Sung Aj-ling vznikly pevné rodinné vazby. Společně s jejími sestrami, Sung Čching-ling, která si vzala Dr. Sunjatsena, Sung Mej-ling, jež se provdala za Čankajška, a s jejich bratrem Sung C’wenem, tvořili nejvlivnější osobnosti tehdejší Čínské republiky – tzv. Čtyři velké rodiny Číny (znaky: 蔣宋孔陳四大家族; pinyin: Jiǎng-Sòng-Kǒng-Chén sì dà jiāzú).
Kchung Siang-si vystřídal několik funkcí. V období nankingské vlády, od roku 1928, zastával pozici ministra průmyslu a obchodu. V letech 1933–1944 měl funkci ministra financí. Jako ministr financí provedl daňové reformy, prosadil přímější kontrolu v rámci provincií, zmírnil daňovou zátěž nejchudších obyvatel a zvýšil vládní kontrolu nad finančními trhy. V letech 1934–1945 byl jmenován guvernérem Centrální banky Čínské republiky. Jedním z jeho prvních úkolů bylo vyrovnání státního rozpočtu, čehož dosáhl tím, že zvýšil daň z tabáku o 50 %. To vyvolalo mnoho protestů ze strany tabákových továren, načež Kchung Siang-si vyhrožoval zvýšením daně ze soli o 28 %.
Od 1. ledna 1938 až do 20. listopadu 1939 zastával Kchung roli premiéra Čínské republiky, přičemž mezi lety 1935 až 1945 působil jako vicepremiér výkonného dvora.

## Za války
Jako ministr financí navštívil Kchung Siang-si v roce 1937 Německo, kde ho 13. června přijal Adolf Hitler. Kchungovi byl udělen čestný akademický titul. V témže roce se však setkal i s americkým prezidentem Franklinem D. Rooseveltem a italským vůdcem Benitem Mussolinim.
V období 2. čínsko-japonské války dosahoval Kchung reputace výjimečně schopného manipulátora, častokrát ve spojení se svým švagrem Sung C’wenem, či švagrovou Sung Mej-ling. V době, kdy byla Kuomintangská armáda donucena se stáhnout do města Čchung-čching, Kchung řídil svoji vlastní tajnou službu.
V roce 1944 se zúčastnil Brettonwoodské konference, kde podepsal dohodu vyjednanou multilaterální dohodu. Na této konferenci byl založen Mezinárodní měnový fond (MMF) a Mezinárodní banka pro obnovu a rozvoj, jež je dnes součástí Skupiny Světové banky.

## Rezignace
Na konci roku 1944 byl Kchung Siang-si obviněn z korupce, bankovních podvodů a zneužívání bankovních poplatků. Toto obvinění vedlo k jeho rezignaci na funkci ministra financí v listopadu 1944. V květnu 1945 rezignoval na funkci vicepremiéra výkonného dvora a na post guvernéra centrální banky.
Ačkoliv je postava Kchung Siang-siho místy kontroverzní, je nutné dodat, že stál za mnoha inovacemi a reformami čínské ekonomiky. Dostal čínské banky pod centrální kontrolu, propojil čínskou ekonomiku s mezinárodním měnovým systémem a zabýval se problematikou daňových systémů.
Poté, co se KMT na konci čínské občanské války stáhl na Tchaj-wan, se Kchung přestěhoval do Spojených států. Zemřel v roce 1967 v Locust Valley v New Yorku.